# Paläozän
| ❮ | System          | Serie    | Stufe      | ≈ Alter (mya) |
| ❮ | später          | später   | später     | jünger        |
| - | --------------- | -------- | ---------- | ------------- |
| ❮ | P a l ä o g e n | Oligozän | Chattium   | 23,03 ⬍ 28,1  |
| ❮ | P a l ä o g e n | Oligozän | Rupelium   | 28,1 ⬍ 33,9   |
| ❮ | P a l ä o g e n | Eozän    | Priabonium | 33,9 ⬍ 38     |
| ❮ | P a l ä o g e n | Eozän    | Bartonium  | 38 ⬍ 41,3     |
| ❮ | P a l ä o g e n | Eozän    | Lutetium   | 41,3 ⬍ 47,8   |
| ❮ | P a l ä o g e n | Eozän    | Ypresium   | 47,8 ⬍ 56     |
| ❮ | P a l ä o g e n | Paläozän | Thanetium  | 56 ⬍ 59,2     |
| ❮ | P a l ä o g e n | Paläozän | Seelandium | 59,2 ⬍ 61,6   |
| ❮ | P a l ä o g e n | Paläozän | Danium     | 61,6 ⬍ 66     |
| ❮ | früher          | früher   | früher     | älter         |

Das Paläozän, in Fachpublikationen auch als Paleozän (analog engl. Paleocene) transkribiert, ist in der Erdgeschichte ein Zeitintervall, die unterste chronostratigraphische Serie (bzw. Epoche in der Geochronologie) des Paläogens (früher des Tertiärs). Das Paläozän begann vor rund 66 Millionen Jahren und endete vor etwa 56 Millionen Jahren. Es ist zwischen der Kreide, dem letzten System des Mesozoikums (Erdmittelalter), und dem Eozän eingeordnet.

## Namensgebung und Geschichte
Nach der ursprünglichen Aufteilung des Tertiärs in die drei Serien Eozän, Miozän und Pliozän durch Charles Lyell führte 1847 der Paläobotaniker Wilhelm Philipp Schimper als weitere Unterteilung das Paläozän ein. Schimper war an der Universität Straßburg tätig und verfasste seine Studien in französischer Sprache. Die Transkription des von ihm in die Geologie eingeführten Wortes „paléocène“ ist im Deutschen umstritten, vielfach wird statt der Form „Paläozän“ auch die Schreibweise „Paleozän“ verwendet. Letztere geht auf die Ansicht zurück, Schimper habe den Namen der von ihm begründeten Periode „paléocène“ aus „pal(éo)-“ und „-éocène“ (also in der Bedeutung „Alt-Eozän“) zusammengezogen. Im Zusammenhang von Schimpers Arbeit gibt es aber mehr Hinweise darauf, dass er den Begriff aus den Bestandteilen „paléo-“ (von griech. παλαιός = alt) und „-cène“ (von griech. καινός = neu, ungewöhnlich) gebildet hat, so wie auch die anderen Epochen des Känozoikums auf „-zän“ enden. Auf diese Ansicht gründet sich die heute im deutschen Sprachgebrauch hauptsächlich verwendete Schreibweise „Paläozän“. Die Stratigraphische Tabelle von Deutschland von 2002 verwendet allerdings die Schreibweise Paleozän. Es bleibt aber abzuwarten, ob damit die Entscheidung zugunsten der Schreibweise Paleozän gegenüber Paläozän endgültig gefallen ist.

## Definition und GSSP
Die Untergrenze des Paläozäns (und damit des Paläogens und des Daniums) ist der Top der Iridium-Anomalie der Kreide-Paläogen-Grenze. Die Obergrenze (und damit auch die Basis von Eozän und Ypresium) ist durch eine Änderung im Kohlenstoff-Isotopen-Verhältnis ("Carbon Isotope Escursion") definiert. Der GSSP des Paläozäns (und damit auch die GSSP von Paläogen und Danium) ist ein Profil bei El Kef in Tunesien.

## Untergliederung
Das Paläozän wird in drei chronostratigraphische Stufen
- System: Paläogen (66–23.03 mya)
  - Serie: Oligozän (33.9–23.03 mya)
  - Serie: Eozän (56–33.9 mya)
  - Serie: Paläozän (66–56 mya)
    - Stufe: Thanetium (59.2–56 mya)
    - Stufe: Seelandium (61.6–59.2 mya)
    - Stufe: Danium (66–61.6 mya)

untergliedert. Regional wurde noch eine ganze Reihe weiterer Stufen vorgeschlagen, die entweder nur regional in Gebrauch sind oder sich nicht als international anerkannte Stufen durchsetzen konnten.

## Verteilung der Kontinente
Das Gesicht der Erde unterschied sich durch die Verteilung und Anordnung der Kontinente im Paläozän deutlich von den heutigen Gegebenheiten. Am Beginn der Epoche existierten noch einige zusammenhängende Teile des alten Südkontinents Gondwana. So waren Australien und Südamerika noch mit Antarktika verbunden, Afrika und Indien jedoch weiter nördlich bereits isoliert. Zwischen diesen Südkontinenten und dem nördlich gelegenen Laurasien legte sich die Tethys wie ein Gürtel um die Erde. Nordamerika war über Grönland mit Europa verbunden und hatte über die Beringstraße auch mit Ostasien Kontakt. Dafür bildete ein Flachmeer, die Turgaistraße, die das Tethys-Meer mit dem Polarmeer verband, die Grenze zwischen Asien und Europa.

## Klima und Umwelt
Der Beginn des Paläozäns war nach dem Einschlag des Chicxulub-Asteroiden an der Kreide-Paläogen-Grenze von rasch wechselnden Klimabedingungen geprägt. Durch die Auswurfmasse des Impakts von schätzungsweise 50.000 Kubikkilometern verteilte sich innerhalb weniger Tage in der gesamten Atmosphäre eine dichte Wolke aus Ruß- und Staubpartikeln, die das Sonnenlicht über Monate absorbierte und einen globalen Temperatursturz bewirkte. Einen zusätzlichen Abkühlungsfaktor bildete möglicherweise eine Schicht von Schwefelsäure-Aerosolen, die einer Analyse zufolge maßgeblich dazu beitrugen, dass die weltweite Durchschnittstemperatur für einige Jahre unter den Gefrierpunkt sank. Nach dem relativ raschen Abbau der Schwefelverbindungen begann eine signifikante Erwärmungsphase, zum Teil verursacht durch über 400 Gigatonnen zusätzliches Kohlenstoffdioxid, das der Impakt aus marinen Karbonat- und Anhydritgesteinen freigesetzt hatte, zum anderen Teil aufgrund der vulkanischen CO2-Ausgasungen des Dekkan-Trapps im heutigen Westindien. In der Wissenschaft herrscht jedoch Uneinigkeit darüber, ob die Hauptaktivität dieser Magmatischen Großprovinz vor oder nach der Kreide-Paläogen-Grenze auftrat beziehungsweise unmittelbar durch die tektonischen Erschütterungen des Asteroideneinschlags forciert wurde.
In den Ozeanen ähnelte die chemische Beschaffenheit der oberflächennahen Wasserschichten einschließlich des pH-Werts nach etwa 80.000 Jahren wieder jener der späten Kreide, während die vollständige Regeneration der Meere bis in die Tiefseebereiche wahrscheinlich mehr als 1 Million Jahre beanspruchte. Im Hinblick auf die Atmosphäre postulieren einige Studien für das frühe und mittlere Paläozän mit 300 bis 450 ppm geringere CO2-Werte als im Maastrichtium, dagegen berechneten andere Arbeiten auf der Basis von Multiproxy-Auswertungen einen Mittelwert von 600 ppm mit entsprechend höherer Globaltemperatur. Die Entwicklung zu einem stabilen Warmklima wurde im späteren Paläozän (≈ 59 mya) durch eine weltweit auftretende Abkühlungsphase mit einer deutlichen Reduzierung der CO2-Konzentration unterbrochen. Die relativ starke Absenkung des Meeresspiegels über mehrere hunderttausend Jahre deutet auf eine zeitlich begrenzte antarktische Inlandsvereisung hin. Als Gründe für das kälter werdende Klima kommen vor allem Gebirgsbildungsprozesse (Orogenese) und tektonische Verschiebungen in Frage. Im Mittelpunkt der Forschung steht dabei die Nordatlantische Magmatische Großprovinz (englisch North Atlantic Igneous Province (NAIP), auch Thulean Plateau), die während der Bildung und Ausdehnung des Nordatlantiks entstand. Die magmatischen beziehungsweise vulkanischen Prozesse setzten bereits im frühen Paläozän ein (etwa 64 bis 63 mya), reichten in stark abgeschwächter Form bis in das Miozän und verzeichneten mehrere erhöhte Aktivitätszyklen, wobei abwechselnd intrusive und effusive Phasen entlang der divergierenden Plattenränder auftraten. Die dabei aus dem Erdmantel aufsteigenden Flutbasalte besaßen eine Ausdehnung von ungefähr 1,3 bis 1,5 Millionen km² und bedeckten Teile von Grönland, Island, Norwegen, Irland und Schottland.
Im weiteren Verlauf der Epoche wurde das Klima wieder wärmer und feuchter. In Grönland und Patagonien gedieh subtropische Vegetation, und in den Polarregionen herrschte ein gemäßigtes Klima. Am Paläozän-Eozän-Übergang vor rund 56 Millionen Jahren kam es zu einem raschen weltweiten Temperaturanstieg von mindestens 6 °C. Das Paläozän/Eozän-Temperaturmaximum (PETM) wurde durch eine plötzliche Freisetzung von Kohlenstoffdioxid beziehungsweise Methan ausgelöst. Als Quelle kommen instabil gewordene Methanhydrat-Lagerstätten auf den Kontinentalschelfen, tauende Permafrostböden oder die Ausgasungen der Nordatlantischen Magmatischen Großprovinz in Frage. Die Dauer des Temperaturanstiegs wird in der neueren Fachliteratur auf etwa 4000 Jahre veranschlagt. Die Rückkehr zum vorherigen Klimazustand betrug etwa 170.000 bis 200.000 Jahre.

## Fauna des Paläozäns

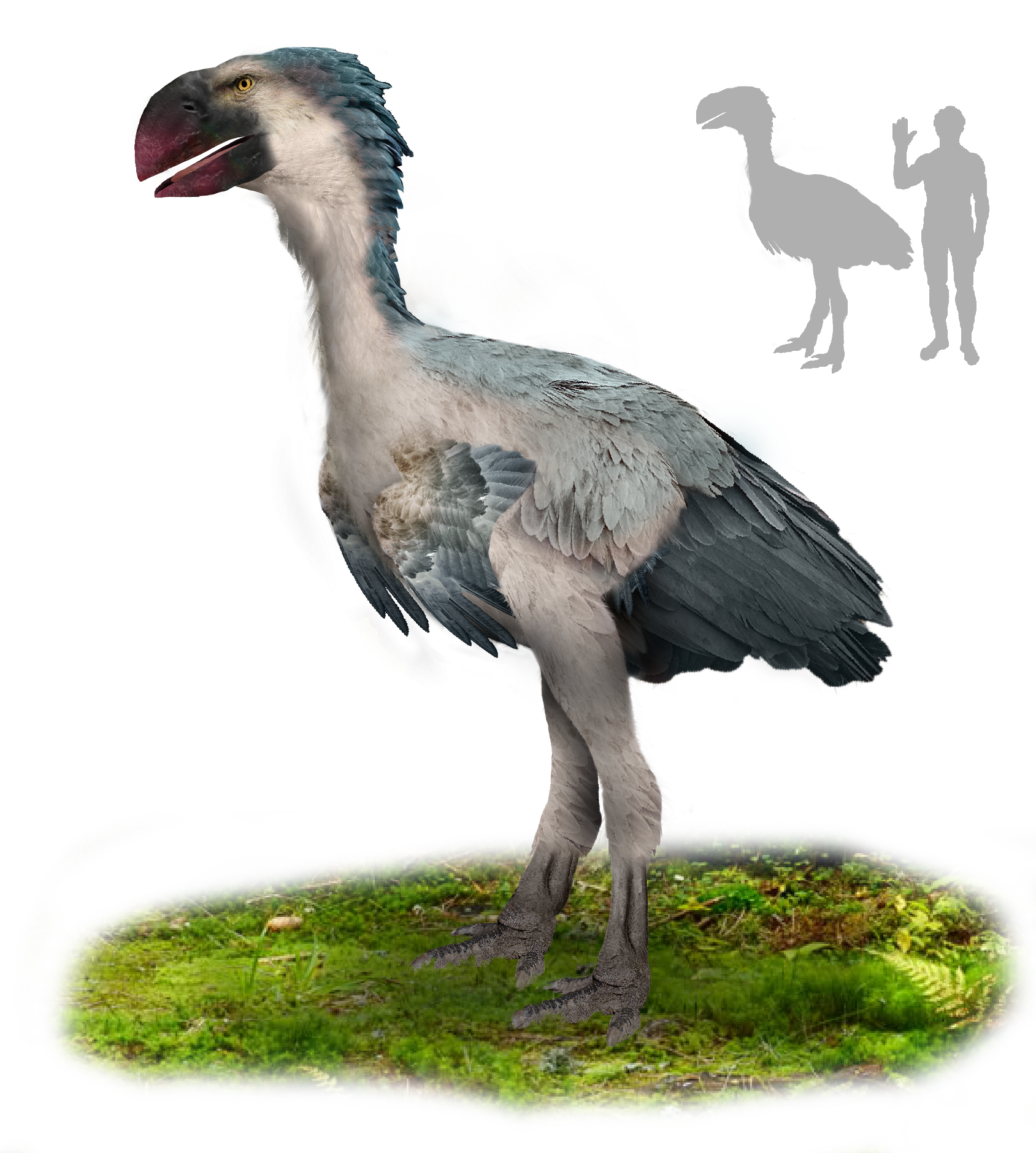
Gastornis (künstlerische Darstellung)

Gekennzeichnet ist das Paläozän durch die Weiterentwicklung der ehemals kleinen Säugetiere, die nach dem Aussterben der Nichtvogel-Dinosaurier an der Grenze von Oberkreide zum Paläozän an Größe und Arten rasch zunahmen und innerhalb kurzer Zeit eine Vielzahl verwaister ökologischer Nischen besetzten. Sie profitierten dabei von der relativ zügig verlaufenden Regeneration der terrestrischen Biotope und konnten somit in der Zeit von 0,4 bis 1,0 Millionen Jahre nach dem Chicxulub-Impakt eine erste Zunahme der Biodiversität und damit die Bildung neuer Arten verzeichnen.
Auch die Vögel, von denen nur ein kleiner Teil die Zäsur des Massenaussterbens überlebt hatte, vollzogen unter weltweiter Verbreitung eine rasche evolutive Entwicklung, wobei große Laufvögel der Gattung Gastornis bereits im Mittleren Paläozän auftraten.
Einen besonderen Status in dem Zusammenhang nahm Südamerika ein, das im Paläozän und darüber hinaus im größten Teil des Känozoikums von anderen Kontinenten bis auf Australo-Antarktika isoliert war. Aus diesem Grund entstand dort eine endemische Fauna, darunter Säugetierformen wie Gürteltiere, Ameisenbären sowie drei Ordnungen der Beuteltiere.